# Estela de Solana de Cabañas

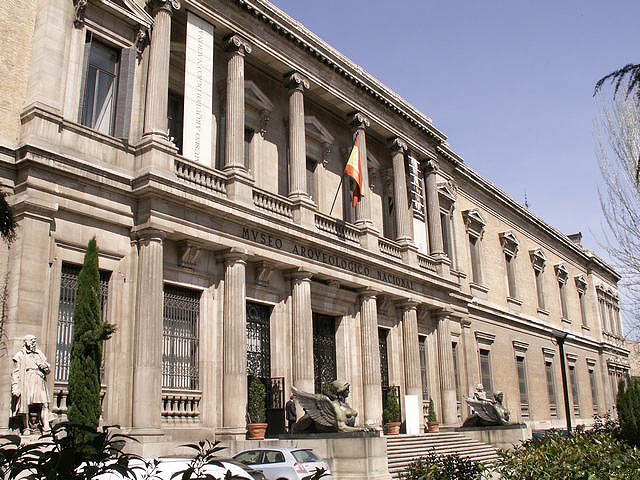
Fachada del Museo Arqueológico Nacional de Madrid.

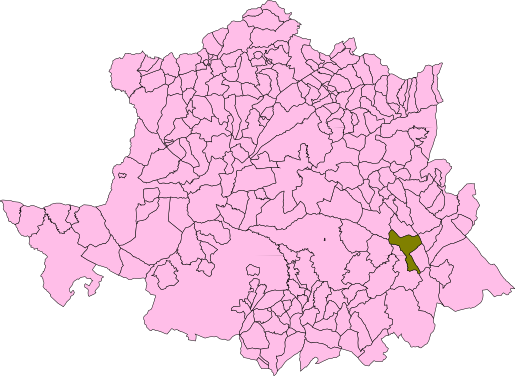
Ubicación de la localidad de Cabañas del Castillo en la provincia de Cáceres (Extremadura), lugar del hallazgo de la Estela

La Estela de Solana de Cabañas es una estela o laja de pizarra que data de entre los años 1000 a. C. - 800 a. C., cuyo hallazgo se produjo en una pedanía del municipio de Cabañas del Castillo, de España, en la provincia de Cáceres, Comunidad Autónoma de Extremadura.

## Simbología
Se trata de una estela de la que se barajan dos hipótesis de cuál fue su utilización, la tesis más extendida por los expertos en la materia es que podría tratarse de una estela funeraria aunque no se descarta que pudiera haberse utilizado como un hito o señalización. En la Edad del Bronce se hicieron frecuentes en el Suroeste Peninsular representaciones esquemáticas de guerreros rodeados de su armamento y de diversos objetos personales como espejos o peines, conocidas como "Estelas de Guerrero".

## Características
- Forma: Estela.
- Material: pizarra micácea.
- Contexto/Estilo: Bronce Final.
- Técnica: grabado, tallado.[1]
- Altura: 130 centímetros.
- Anchura: 65 centímetros.
- Grosor: 15 gramos.

## Conservación
La pieza se expone de forma permanente en el Museo Arqueológico Nacional de Madrid, con el número de inventario 1898/1/1.